# Grand Prix FIDE féminin 2024-2025
 (février 2025).
Le contenu est difficilement compréhensible vu les erreurs de traduction, qui sont peut-être dues à l'utilisation d'un logiciel de traduction automatique.
Navigation
Grand Prix FIDE féminin 2022-2023
L'édition 2024-2025 du Grand Prix féminin de la FIDE est une série de six tournois d'échecs exclusivement réservés aux femmes qui détermine deux joueuses pour participer au Tournoi des candidates féminines 2026. La vainqueuse du Tournoi des candidates affrontera la championne du monde en titre lors du prochain Championnat du monde d'échecs féminin.
Il s'agit du septième cycle de la série de tournois. Chacune des 16 joueuses participe à trois des six tournois, et chaque tournoi est un événement à la ronde à dix joueuses. Les tournois ont lieu entre 2024 et 2025.
Zhu Jiner et Aleksandra Goryachkina se qualifient pour le tournoi des candidates 2026.

## Joueuses
20 joueuses qualifiés pour le Grand Prix. Les vingt joueurs qualifiés pour le WGP seront déterminés selon les critères suivants :
- A. 2 places – Participants au Match du Championnat du Monde FIDE féminin 2023 : GM Ju Wenjun et GM Lei Tingjie
- B. 2 places – Série du Grand Prix FIDE féminin 2022-23 : GM Kateryna Lagno et GM Aleksandra Goryachkina.
- C. 3 places – Coupe du Monde FIDE féminine 2023 : IM Nurgyul Salimova, GM Anna Muzychuk, GM Tan Zhongyi.
- D. 3 places – Grand Swiss FIDE féminin 2023 : les trois meilleures joueuses selon le classement final (mais pas en dessous de la 4e place), à l'exclusion de celles qui se sont qualifiées pour la Série du WGP 2024-25 via les voies 3.1.a-c. Les places non attribuées, le cas échéant, seront attribuées conformément à la procédure décrite à l'article 3.1.e.
- E. 4 places – Classement standard dans la liste de classement FIDE d'avril 2024 : quatre joueurs avec le classement le plus élevé, à l'exclusion de ceux qui se sont qualifiés pour les WGP Series via les voies 3.1.a-d. Seuls les joueurs ayant joué au moins 30 parties classées dans les listes de classement standard FIDE de mai 2023 à avril 2024 sont éligibles. Si deux joueurs ou plus ont des classements égaux, le tirage au sort sera utilisé pour déterminer les qualifiés.
- F. 6 places – Joueurs désignés par les organisateurs de tournois WGP : chacun des six organisateurs de tournois WGP désignera tout joueur non qualifié via les voies 3.1.a-e de son choix après consultation du président de la FIDE.

Les joueurs remplaçants sont stylisés en italique.
| Invité                    | Méthode de qualification                   | Évaluation |
| ------------------------- | ------------------------------------------ | ---------- |
| Lei Tingjie               | Match du Championnat du monde féminin 2023 | 2549       |
| Kateryna Lagno            | Série du Grand Prix féminin 2022–23        | 2532       |
| Aleksandra Goryachkina    | Série du Grand Prix féminin 2022–23        | 2545       |
| Nurgyul Salimova          | Coupe du monde féminine                    | 2449       |
| Anna Muzychuk             | Coupe du monde féminine                    | 2521       |
| Tan Zhongyi               | Coupe du monde féminine                    | 2545       |
| R Vaishali                | Grande Suisse féminine                     | 2488       |
| Batkhuyagiin Möngöntuul   | Grande Suisse féminine                     | 2356       |
| Koneru Humpy              | Évaluation                                 | 2530       |
| Mariya Muzychuk           | Évaluation                                 | 2508       |
| Nana Dzagnidze            | Évaluation                                 | 2505       |
| Harika Dronavalli         | Évaluation                                 | 2491       |
| Alexandra Kosteniuk       | Évaluation                                 | 2488       |
| Sarasadat Khademalsharieh | Évaluation (remplacement)                  | 2489       |
| Zhu Jiner                 | Évaluation (remplacement)                  | 2463       |
| Lela Javakhishvili        | Nommée par l'organisateur                  | 2451       |
| Bibisara Assaubayeva      | Nommée par l'organisateur                  | 2472       |
| Elisabeth Pähtz           | Nommée par l'organisateur                  | 2451       |
| Stavroula Tsolakidou      | Nommée par l'organisateur                  | 2428       |
| Divya Deshmukh            | Nommée de l'organisateur                   | 2472       |
| Olga Badelka              | Nommée de l'organisateur                   | 2374       |
| Alina Kashlinskaya        | Remplaçante                                | 2474       |
| Salomé Melia              | Remplaçante                                | 2322       |
| Polina Shuvalova          | Remplaçante                                | 2440       |

## Programme
| Dates                            | Lieu                   | Vainqueur              | Deuxième             | Troisième            |
| -------------------------------- | ---------------------- | ---------------------- | -------------------- | -------------------- |
| du 14 au 25 août 2024            | Tbilisi                | Alina Kashlinskaya     | Bibisara Assaubayeva | Stavroula Tsolakidou |
| du 29 octobre au 9 novembre 2024 | Shymkent, Kazakhstan   | Aleksandra Goryachkina | Tan Zhongyi          | Bibisara Assaubayeva |
| du 17 au 29 février 2025         | Monte-Carlo            | Aleksandra Goryachkina | Humpy Koneru         | Batkhuyag Munguntuul |
| du 14 au 25 mars 2025            | Nicosie                | Anna Muzychuk          | Zhu Jiner            | Harika Dronavalli    |
| du 14 au 25 avril 2025           | Pune, Inde             | Humpy Koneru           | Zhu Jiner            | Divya Deshmukh       |
| du 5 au 26 mai 2025              | Grosslobming, Autriche | Anna Muzychuk          | Zhu Jiner            | Tan Zhongyi          |

## Prix
Les points du tour doivent être attribués comme suit :
| Classement | Points de la tournée | Prix Global | Prix de l'événement |
| ---------- | -------------------- | ----------- | ------------------- |
| 1er        | 130                  | €30,000     | €18,000             |
| 2ème       | 105                  | €22,000     | €13,000             |
| 3ème       | 85                   | €16,000     | €10,500             |
| 4ème       | 70                   | €12,000     | €8,500              |
| 5ème       | 60                   | €10,000     | €7,000              |
| 6ème       | 50                   | €8,000      | €6,000              |
| 7ème       | 40                   | €7,000      | €5,000              |
| 8ème       | 30                   | €6,000      | €4,500              |
| 9ème       | 20                   | €5,000      | €4,000              |
| 10ème      | 10                   | €4,000      | €3,500              |
- Les points du tour et les prix en argent sont partagés équitablement entre les joueurs à égalité.

## Tournois

### Géorgie (1reétape)
La première étape du Grand Prix féminin FIDE 2024-2025 s'est déroulée à Tbilissi, en Géorgie, du 14 au 25 août 2024. Alina Kashlinskaya a remporté le tournoi.
|    | joueuse                            | Classement Elo | 1  | 2  | 3  | 4  | 5  | 6  | 7  | 8  | 9  | 10 | Points | TB    | Points pour Grand Prix | Prix de l'événement |
| -- | ---------------------------------- | -------------- | -- | -- | -- | -- | -- | -- | -- | -- | -- | -- | ------ | ----- | ---------------------- | ------------------- |
| 1  | IM Alina Kashlinskaya (POL)        | 2474           | XX | ½  | ½  | ½  | ½  | 1  | 1  | ½  | 1  | ½  | 6      |       | 130                    | €18,000             |
| 2  | IM Bibisara Assaubayeva (KAZ)      | 2472           | ½  | XX | ½  | ½  | ½  | ½  | ½  | 1  | ½  | 1  | 5½     |       | 105                    | €13,000             |
| 3  | IM Stavroula Tsolakidou (GRE)      | 2428           | ½  | ½  | XX | ½  | ½  | ½  | 1  | ½  | ½  | ½  | 5      | 22.00 | 71.67                  | €8,667              |
| 4  | GM Anna Muzychuk (UKR)             | 2521           | ½  | ½  | ½  | XX | ½  | ½  | ½  | ½  | ½  | 1  | 5      | 21.25 | 71.67                  | €8,667              |
| 5  | GM Nana Dzagnidze (GEO)            | 2505           | ½  | ½  | ½  | ½  | XX | ½  | 0  | 1  | ½  | 1  | 5      | 21.25 | 71.67                  | €8,667              |
| 6  | GM Mariya Muzychuk (UKR)           | 2508           | 0  | ½  | ½  | ½  | ½  | XX | 1  | ½  | ½  | ½  | 4½     |       | 50                     | €6,000              |
| 7  | GM Vaishali Rameshbabu (IND)       | 2488           | 0  | ½  | 0  | ½  | 1  | 0  | XX | ½  | ½  | 1  | 4      | 16.50 | 35                     | €4,750              |
| 8  | GM Alexandra Kosteniuk (SUI)       | 2488           | ½  | 0  | ½  | ½  | 0  | ½  | ½  | XX | ½  | 1  | 4      | 16.50 | 35                     | €4,750              |
| 9  | IM Lela Javakhishvili (GEO)        | 2451           | 0  | ½  | ½  | ½  | ½  | ½  | ½  | ½  | XX | 0  | 3½     |       | 20                     | €4,000              |
| 10 | IM Sarasadat Khademalsharieh (ESP) | 2489           | ½  | 0  | ½  | 0  | 0  | ½  | 0  | 0  | 1  | XX | 2½     |       | 10                     | €3,000              |

### Kazakhstan (2ème étape)
La deuxième étape du Grand Prix féminin FIDE 2024-2025 s'est déroulée à Shymkent, au Kazakhstan, du 29 octobre au 9 novembre 2024. Aleksandra Goryachkina a remporté le tournoi.
|    | Joueuse                 | Classement Elo | 1  | 2  | 3  | 4  | 5  | 6  | 7  | 8  | 9  | 10 | Points | TB | Grand Prix Points | Prize money |
| -- | ----------------------- | -------------- | -- | -- | -- | -- | -- | -- | -- | -- | -- | -- | ------ | -- | ----------------- | ----------- |
| 1  | Aleksandra Goryachkina  | 2528           | XX | 1  | ½  | 1  | ½  | 1  | ½  | ½  | 1  | 1  | 7      | 5  | 130               | €18,000     |
| 2  | Tan Zhongyi             | 2551           | 0  | XX | ½  | 1  | ½  | ½  | 1  | 1  | 1  | 1  | 6,5    | 4  | 105               | €13,000     |
| 3  | Bibisara Assaubayeva    | 2488           | ½  | ½  | XX | ½  | 1  | ½  | 0  | 1  | ½  | ½  | 5      | 5  | 77.5              | €9,500      |
| 4  | Stavroula Tsolakidou    | 2445           | 0  | 0  | ½  | XX | 1  | ½  | ½  | ½  | 1  | 1  | 5      | 5  | 77.5              | €9,500      |
| 5  | Koneru Humpy            | 2530           | ½  | ½  | 0  | 0  | XX | ½  | ½  | 1  | ½  | 1  | 4,5    | 5  | 55                | €6,500      |
| 6  | Divya Deshmukh          | 2493           | 0  | ½  | ½  | ½  | ½  | XX | ½  | ½  | ½  | 1  | 4,5    | 4  | 55                | €6,500      |
| 7  | Kateryna Lagno[note 1]  | 2527           | ½  | 0  | 1  | ½  | ½  | ½  | XX | ½  | ½  | 0  | 4      | 4  | 40                | €5,000      |
| 8  | Nurgyul Salimova        | 2402           | ½  | 0  | 0  | ½  | 0  | ½  | ½  | XX | ½  | 1  | 3,5    | 4  | 30                | €4,500      |
| 9  | Elisabeth Pähtz         | 2456           | 0  | 0  | ½  | 0  | ½  | ½  | ½  | ½  | XX | 0  | 2,5    | 5  | 15                | €3,750      |
| 10 | Batkhuyagiin Möngöntuul | 2344           | 0  | 0  | ½  | 0  | 0  | 0  | 1  | 0  | 1  | XX | 2,5    | 4  | 15                | €3,750      |

### Monaco (3ème étape)
La troisième étape du Grand Prix féminin FIDE 2024-2025 s'est déroulée à Monaco du 18 au 28 février 2025. Aleksandra Goryachkina a remporté le tournoi.
|    | Player                             | Rating | 1            | 2            | 3            | 4            | 5            | 6            | 7            | 8            | 9            | 10           | Points | BPG | SB    | Grand Prix Points | Prize money |
| -- | ---------------------------------- | ------ | ------------ | ------------ | ------------ | ------------ | ------------ | ------------ | ------------ | ------------ | ------------ | ------------ | ------ | --- | ----- | ----------------- | ----------- |
| 1  | GM Aleksandra Goryachkina (???)    | 2546   | Modèle:CNone | 1            | ½            | ½            | 0            | ½            | 1            | ½            | 1            | ½            | 5½     | 5   | 23.50 | 106.67            | €13,833     |
| 2  | GM Koneru Humpy (IND)              | 2523   | 0            | Modèle:CNone | ½            | ½            | ½            | ½            | 1            | 1            | 1            | ½            | 5½     | 5   | 22.50 | 106.67            | €13,833     |
| 3  | IM Batkhuyag Munguntuul (MGL)      | 2331   | ½            | ½            | Modèle:CNone | ½            | ½            | 1            | ½            | ½            | ½            | 1            | 5½     | 4   |       | 106.67            | €13,833     |
| 4  | GM Tan Zhongyi (CHN)               | 2561   | ½            | ½            | ½            | Modèle:CNone | ½            | 0            | 1            | ½            | 1            | ½            | 5      | 5   |       | 65                | €7,750      |
| 5  | GM Kateryna Lagno (???)            | 2515   | 1            | ½            | ½            | ½            | Modèle:CNone | ½            | 0            | ½            | ½            | 1            | 5      | 4   |       | 65                | €7,750      |
| 6  | GM Alexandra Kosteniuk (SUI)       | 2484   | ½            | ½            | 0            | 1            | ½            | Modèle:CNone | ½            | 0            | ½            | 1            | 4½     |     |       | 50                | €6,000      |
| 7  | IM Sarasadat Khademalsharieh (ESP) | 2458   | 0            | 0            | ½            | 0            | 1            | ½            | Modèle:CNone | 1            | ½            | ½            | 4      | 5   |       | 35                | €4,750      |
| 8  | GM Harika Dronavalli (IND)         | 2489   | ½            | 0            | ½            | ½            | ½            | 1            | 0            | Modèle:CNone | ½            | ½            | 4      | 4   |       | 35                | €4,750      |
| 9  | IM Bibisara Assaubayeva (KAZ)      | 2492   | 0            | 0            | ½            | 0            | ½            | ½            | ½            | ½            | Modèle:CNone | ½            | 3      | 4   | 13.50 | 15                | €3,750      |
| 10 | GM Elisabeth Pähtz (GER)           | 2428   | ½            | ½            | 0            | ½            | 0            | 0            | ½            | ½            | ½            | Modèle:CNone | 3      | 4   | 13.00 | 15                | €3,750      |

### Chypre (4ème étape)
La quatrième étape du Grand Prix féminin FIDE 2024-2025 s'est déroulée à Chypre du 14 au 25 mars 2025. Anna Muzychuk a remporté le tournoi.
|    | Player                         | Rating | 1            | 2            | 3            | 4            | 5            | 6            | 7            | 8            | 9            | 10           | Points | BPG | SB    | Grand Prix Points |
| -- | ------------------------------ | ------ | ------------ | ------------ | ------------ | ------------ | ------------ | ------------ | ------------ | ------------ | ------------ | ------------ | ------ | --- | ----- | ----------------- |
| 1  | GM Anna Muzychuk (UKR)         | 2516   | Modèle:CNone | ½            | ½            | ½            | ½            | 1            | 1            | 0            | 1            | 1            | 6      | 4   | 25.00 | 117.5             |
| 2  | GM Zhu Jiner (CHN)             | 2514   | ½            | Modèle:CNone | ½            | ½            | ½            | ½            | 1            | 1            | ½            | 1            | 6      | 4   | 24.50 | 117.5             |
| 3  | GM Harika Dronavalli (IND)     | 2483   | ½            | ½            | Modèle:CNone | ½            | ½            | 1            | ½            | 1            | ½            | 0            | 5      | 5   | 22.75 | 71.67             |
| 4  | GM Mariya Muzychuk (UKR)       | 2490   | ½            | ½            | ½            | Modèle:CNone | ½            | ½            | ½            | ½            | ½            | 1            | 5      | 5   | 21.25 | 71.67             |
| 5  | GM Alexandra Goryachkina (???) | 2548   | ½            | ½            | ½            | ½            | Modèle:CNone | ½            | ½            | ½            | 1            | ½            | 5      | 4   | 21.75 | 71.67             |
| 6  | GM Nana Dzagnidze (GEO)        | 2513   | 0            | ½            | 0            | ½            | ½            | Modèle:CNone | ½            | ½            | 1            | 1            | 4½     | 5   | 17.75 | 50                |
| 7  | IM Divya Deshmukh (IND)        | 2470   | 0            | 0            | ½            | ½            | ½            | ½            | Modèle:CNone | 1            | ½            | ½            | 4      | 4   | 16.25 | 40                |
| 8  | IM Olga Badelka (AUT)          | 2429   | 1            | 0            | 0            | ½            | ½            | ½            | 0            | Modèle:CNone | ½            | ½            | 3½     | 5   | 16.25 | 25                |
| 9  | IM Stavroula Tsolakidou (GRE)  | 2445   | 0            | ½            | ½            | ½            | 0            | 0            | ½            | ½            | Modèle:CNone | 1            | 3½     | 4   | 14.25 | 25                |
| 10 | GM Elisabeth Pähtz (GER)       | 2424   | 0            | 0            | 1            | 0            | ½            | 0            | ½            | ½            | 0            | Modèle:CNone | 2½     | 5   | 11.25 | 10                |

### India (Stage 5)
La cinquième étape du Grand Prix féminin FIDE 2024-2025 s'est déroulée en Inde du 13 au 24 avril 2025. Koneru Humpy a remporté le tournoi.
|    | Player                         | Rating | 1            | 2            | 3            | 4            | 5            | 6            | 7            | 8            | 9            | 10           | Points | BPG | SB    | Grand Prix Points |
| -- | ------------------------------ | ------ | ------------ | ------------ | ------------ | ------------ | ------------ | ------------ | ------------ | ------------ | ------------ | ------------ | ------ | --- | ----- | ----------------- |
| 1  | GM Koneru Humpy (IND)          | 2528   | Modèle:CNone | 1            | 1            | ½            | 1            | ½            | 1            | ½            | ½            | 1            | 7      | 5   | 30.75 | 117.5             |
| 2  | GM Zhu Jiner (CHN)             | 2525   | 0            | Modèle:CNone | 1            | 1            | 1            | 1            | ½            | ½            | 1            | 1            | 7      | 4   | 27.75 | 117.5             |
| 3  | IM Divya Deshmukh (IND)        | 2460   | 0            | 0            | Modèle:CNone | ½            | ½            | 1            | 1            | 1            | ½            | 1            | 5½     | 5   | 19.5  | 85                |
| 4  | GM Harika Dronavalli (IND)     | 2488   | ½            | 0            | ½            | Modèle:CNone | ½            | ½            | 1            | ½            | ½            | ½            | 4½     | 5   | 18.5  | 65                |
| 5  | IM Polina Shuvalova (???)      | 2500   | 0            | 0            | ½            | ½            | Modèle:CNone | ½            | ½            | 1            | 1            | ½            | 4½     | 5   | 16.25 | 65                |
| 6  | GM Vaishali Rameshbabu (IND)   | 2484   | ½            | 0            | 0            | ½            | ½            | Modèle:CNone | ½            | ½            | ½            | 1            | 4      | 4   | 15.75 | 50                |
| 7  | IM Nurgyul Salimova (BUL)      | 2402   | 0            | ½            | 0            | 0            | ½            | ½            | Modèle:CNone | ½            | ½            | 1            | 3½     | 4   | 13.75 | 40                |
| 8  | IM Salome Melia (GEO)          | 2293   | ½            | ½            | 0            | ½            | 0            | ½            | ½            | Modèle:CNone | ½            | 0            | 3      | 5   | 14.5  | 20                |
| 9  | IM Alina Kashlinskaya (POL)    | 2496   | ½            | 0            | ½            | ½            | 0            | ½            | ½            | ½            | Modèle:CNone | 0            | 3      | 4   | 13.75 | 20                |
| 10 | WGM Munguntuul Batkhuyag (MGL) | 2361   | 0            | 0            | 0            | ½            | ½            | 0            | 0            | 1            | 1            | Modèle:CNone | 3      | 4   | 10.5  | 20                |

## Classement général des 6 Grand Prix
| Invitée                   | Classement Elo | Tbilisi | Shymkent | Monaco | Chypre | Inde  | Autriche | Total  |
| ------------------------- | -------------- | ------- | -------- | ------ | ------ | ----- | -------- | ------ |
| Zhu Jiner                 | 2463           |         |          |        | 117.5  | 117.5 | 117.5    | 352.5  |
| Aleksandra Goryachkina    | 2545           | NC      | 130      | 106.67 | 71.67  | NC    | NC       | 308.34 |
| Anna Muzychuk             | 2521           | 71.67   | NC       | NC     | 117.5  | NC    | 117.5    | 306.67 |
| Koneru Humpy              | 2530           | NC      | 55       | 106.67 | NC     | 117.5 | NC       | 279.17 |
| Tan Zhongyi               | 2545           | NC      | 105      | 65     | NC     | NC    | 85       | 255    |
| Bibisara Assaubayeva      | 2472           | 105     | 77.5     | 15     | NC     | NC    | NC       | 197.5  |
| Divya Deshmukh            | 2472           | NC      | 55       | NC     | 40     | 85    | NC       | 180    |
| Nana Dzagnidze            | 2505           | 71.67   | NC       | NC     | 50     | NC    | 55       | 176.67 |
| Mariya Muzychuk           | 2508           | 50      | NC       | NC     | 71.67  | NC    | 55       | 176.67 |
| Stavroula Tsolakidou      | 2428           | 71.67   | 77.5     | NC     | 25     | NC    | NC       | 174.17 |
| Harika Dronavalli         | 2491           | NC      | NC       | 35     | 71.67  | 65    | NC       | 171.67 |
| Vaishali Rameshbabu       | 2488           | 35      | NC       | NC     | NC     | 50    | 70       | 155    |
| Batkhuyagiin Möngöntuul   | 2356           | NC      | 15       | 106.67 | NC     | 20    | NC       | 141.67 |
| Alina Kashlinskaya        | 2474           | 130     | NC       | NC     | NC     | NC    | NC       | 130    |
| Kateryna Lagno            | 2532           | NC      | 40       | 65     | NC     |       | NC       | 105    |
| Alexandra Kosteniuk       | 2488           | 35      | NC       | 50     | NC     | NC    | 35       | 120    |
| Nurgyul Salimova          | 2449           | NC      | 30       | NC     | NC     | 40    | 10       | 80     |
| Polina Shuvalova          | 2440           |         |          |        |        | 65    |          | 65     |
| Lela Javakhishvili        | 2451           | 20      | NC       | NC     | NC     |       | 35       | 55     |
| Olga Badelka              | 2374           | NC      | NC       | NC     | 25     | NC    | 20       | 45     |
| Sarasadat Khademalsharieh | 2489           | 10      | NC       | 35     | NC     |       | NC       | 45     |
| Elisabeth Pähtz           | 2451           | NC      | 15       | 15     | 10     | NC    | NC       | 40     |
| Salome Melia              | 2322           | NC      | NC       | NC     |        |       | 20       | 20     |